# James Webb III
James Webb III (Augusta, Georgia, 19 de agosto de 1993) es un baloncestista estadounidense que pertenece a la plantilla del Unicaja Málaga de la liga ACB española. Con 2,06 metros de estatura, juega en la posición de Ala-pívot.

## Trayectoria deportiva

### Universidad
Tras pasar un año en el community college de North Idaho, en el que promedió 9,2 puntos y 5,2 rebotes por partido, jugó dos temporadas más con los Broncos de la Universidad Estatal de Boise, en las que promedió 13,5 puntos, 8,6 rebotes y 1,3 robos de balón por partido. En su primera temporada fue elegido debutante del año de la Mountain West Conference, además de ser incluido en el mejor quinteto defensivo y en el segundo mejor quinteto absoluto de la temporada. Al año siguiente apareció en el mejor quinteto de la temporada.

### Profesional
Tras no ser elegido en el Draft de la NBA de 2016, se unió a los Philadelphia 76ers para disputar las Ligas de Verano. El 8 de julio firmó con los Sixers, pero fue despedido el 24 de octubre tras disputar seis partidos de pretemporada. Cinco días más tarde fue adquirido por los Delaware 87ers de la NBA D-League como jugador afiliado a los de Philadelphia.
En la temporada 2017-18 jugó 10 partidos con los Brooklyn Nets. 
En la temporada 2019-20, firma por Iowa Wolves de la G League, con el que promedia 13,8 puntos y 8,1 rebotes por partido.
El 15 de septiembre de 2020, firma por el Larisa BC de la A1 Ethniki griega, con el que promedia 13,5 puntos, 8,2 rebote 17,2 de valoración en 13 encuentros.
El 31 de enero de 2021, se hace oficial su fichaje por UCAM Murcia de la Liga Endesa.
En la temporada 2021-22, renueva su contrato con UCAM Murcia, con el que promedia 12,1 puntos, 5,4 rebotes y 1,1 recuperaciones por encuentro en la Liga Endesa.
El 8 de julio de 2022, firma por el Valencia Basket de la Liga Endesa.
El 5 de julio de 2023 firmó un contrato de dos años con el Maccabi Tel Aviv.
El 11 de julio de 2024 fichó por el Karşıyaka Basket de la Basketbol Süper Ligi (BSL) turca.
El 10 de enero de 2025 fichó por los Liaoning Flying Leopards de la CBA china.
El 18 de junio de 2025 se comprometió con el Unicaja Málaga de la liga ACB.